# Holland's Got Talent (seizoen 5)
Het vijfde seizoen van Holland's Got Talent, een Nederlandse talentenjacht, wordt van maart 2012 tot juni 2012 uitgezonden door RTL 4. In tegenstelling tot de twee voorgaande seizoenen wordt dit seizoen in het voorjaar uitgezonden en niet in de zomer. Robert ten Brink presenteert de show weer en de jury bestaat ook weer uit Patricia Paay, Gordon Heuckeroth en Dan Karaty. Lange tijd werd er geheimzinnig over gedaan, maar in maart werd pas duidelijk dat de gehele jury weer terugkwam.
Uiteindelijk wist de DDF Crew de finale te winnen en was hiermee de eerste sinds vijf jaar geen solist dat won.

## Audities
De audities vonden plaats in januari en februari 2012 en werden allemaal gehouden in één theater. Iedereen die dacht dat die in bezit was van een talent kon zich opgeven voor auditie. Vanuit die inschrijvingen werd er gekeken welke acts auditie mochten komen doen voor de juryleden. Nieuw dit seizoen is dat de juryleden samen vier gouden tickets mochten uitdelen tijdens de auditie. Wanneer de juryleden een gouden ticket uitdeelt betekent dat dat de kandidaat meteen naar de liveshows mag en zich niet voor een tweede auditie hoeft te bewijzen. Echter gaven ze er uiteindelijk vijf in plaats van vier golden tickets weg. No Escape XXL (hiphop-crew); Looney Tunes (hiphop-crew); The Ruggeds (breakdance-crew); Laura Fisher (zangeres) en The Devils (vijf illusionisten) kregen een golden ticket.
Na de audities bleek er maar ruimte te zijn voor 32 acts. Ook moesten er zeven kandidaten opnieuw auditie doen, waar slechts twee acts van konden door gaan. Voor de liveshows trok zich één kandidaat terug, maar is niet bekendgemaakt wie dat was. Zodoende bleven er 31 acts over voor de halve finales.

## Halve finale
De halve finales worden gehouden in Europa's grootste studio, namelijk Studio 22. Tijdens de audities kon iedereen zich opgeven om de sidekick tijdens de liveshows. Vijf weken lang werden de twee beste geselecteerd door de redactie en kon het publiek uiteindelijk tussen alle tien de geselecteerde stemmen. De jury maakte voor de liveshow op de website bekend dat Rick Jansen uiteindelijk gekozen was tot sidekick. Jansen is wekelijks te gast tijdens de liveshows en houdt voornamelijk onder de naam @HGT_sidekick de social media in de gaten. Hier doet hij vervolgens aan het einde van ieder aflevering ook verslag over. Tijdens de eerste liveshow werd Jansen door Robert ten Brink aan het publiek voorgesteld.
De halve finales werd dit seizoen geopend door de winnares van Holland's Got Talent 2011 Aliyah Kolf met het nummer "I Have Nothing". Na haar optreden nodigde Robert ten Brink Aliyah uit om ook tijdens de finale haar eerste officiële single ten gehore brengen.